# Balaguier-sur-Rance
Balaguier-sur-Rance – miejscowość i gmina we Francji, w regionie Oksytania, w departamencie Aveyron. W 2013 roku jej populacja wynosiła 100 mieszkańców. Gmina położona jest na terenie Parku Regionalnego Grands Causses. 

## Zabytki
Zabytki w miejscowości posiadające status monument historique:
- zamek (fr. château de Balaguier)